# 尼古拉·阿莫索夫
尼古拉·米哈伊洛维奇·阿莫索夫（羅馬化：Mykola Mykhailovych Amosov，羅馬化：Nikolai Mikhailovich Amosov；1913年12月6日—2002年12月12日），乌克兰俄罗斯裔医生、心脏外科医生、科学博士、教授、发明家、畅销书作家和运动爱好者，因发明多种治疗心脏缺陷的外科手术而闻名。 